# Vihovići (jezero)
Vihovići je kopovsko jezero uz istoimeno naselje kod Mostara. Naselje Vihovići su istočno, naselje Rudnik jugoistočno od jezera, a naselje Zgoni su prema jugozapadu.
Jezero je nastalo na mjestu eksploatacije mrkog ugljena, u oknu koje je otvoreno 1963. godine i bilo je dio Rudnika ugljena Mostar. Rudarsko okno zatvoreno je pred rat i dvadesetak godina nije napravljena nikakva sanacija, tj. nije vraćeno u stanje prije eksploatacije. Vremenom je nastalo kopovsko jezero. Jezero je prosječno je duboko 35 metara i površine veće 7000 metara četvornih. Omeđuju ga nestabilne terase s oštrim, nepristupačnim liticama. Postojao je problem zagađenosti jezerske vode zbog odlaganja ogromne količine otpada, među kojima velika količina lijekova, i u nj se ulijevala kanalizacijska voda iz okolnih naselja. Dotok otpadnih voda odlučilo se riješiti izgradnjom prijenosnog sustava 24 metra pod zemljom kojim će se omogućiti odlijevanje vode iz jezera u Neretvu. Time će voda u jezeru postati čistija, i stvorit će se uvjeti za stvaranje zelene oaze u gradu. U daljnjem planu 2008. bilo je postavljanje zaštitne ograde oko jezera i gašenje gorućeg ugljena u kopu. Radi sprječavanja urušavanja i onemogućavanja samoizgaranja ugljena koje je trajalo i zagađivalo zrak, prišlo se sanaciji. U drugoj fazi sanacije, 2011. godine poduzete su aktivnosti. Radi svođenja prodora kisika u podzemlje na minimum (tj. minimizirati mogućnosti samozapaljenja ugljena) prikladno je oblikovano i sanirano područje, strme litice i padine na području kompleksa profilirane i osigurane, a područje je pripremljeno za buduće korištenje. Građevinskim radovima su sa sjevera strme padine s otvorenim pukotinama ublažene do nagiba od oko 30º. Oblikovane su nove površine. Pokrilo ih se slojem prosijane zemlje (radi sprječavanja dotoka kisika) i posijala trava radi sprječavanja erozije. Oblikovani su vodoravni, okomiti i obodni kanali za prikupljanje oborinskih voda, radi sprječavanja erozije. Stabilizirana je litica uz jezero s južne strane i litica uz stambene kuće. To je napravljeno izgradnjom platforme s dvije vodoravne berme (57 m.n.m i 63 m.n.m.), a materijal iz iskopa sa sjeverne strane poslužio je za izgradnju platforme. Svibnja 2014. počeli su građevinski radovi koji su završili svibnja 2015. godine.
Priroda se postupno umiješala u procese. U jezeru su se naselile ribe, na jezeru su kolonije divljih pataka te u okolici su stabla i drugo raslinje.